# Hyphydrus zambiensis
Hyphydrus zambiensis är en skalbaggsart som beskrevs av Pederzani 1988. Hyphydrus zambiensis ingår i släktet Hyphydrus och familjen dykare. Inga underarter finns listade i Catalogue of Life.